# Квадейк
Квадейк (на нидерландски: Kwadijk) е село в община Зеванг в провинция Северна Холандия, Холандия на около 20 км северно от Амстердам. Селото има 790 жители (2004).
В Квадайк е родена телевизионната водеща Мануела Кемп.